# Валефоля
Валефо̀ля (на италиански: Vallefoglia) е община в Централна Италия, провинция Пезаро и Урбино, регион Марке. Разположена е на 280 m надморска височина. Населението на общината е 15 018 души (към 2013 г.).
Общината е създадена в 1 януари 2014 г. Тя се състои от две предшествуващи общини: Колбордоло и Сант'Анджело ин Лицола. Административен център е градче Сант'Анджело ин Лицола (Sant'Angelo in Lizzola).